# Vụ vỡ sông băng Uttarakhand 2021
Lũ lụt Uttarakhand 2021 bắt nguồn từ một tảng băng lớn bị vỡ vào ngày 7 tháng 2 năm 2021 tại vùng lân cận Di sản Thế giới Vườn quốc gia Nanda Devi (ngoại vi dãy núi Garhwal Himalaya thuộc bang Uttarakhand, Ấn Độ). Nguyên nhân được cho là do sạt lở đất hoặc tuyết. Vụ vỡ sông băng đã gây ra lũ lụt, lũ quét trên các sông Rishiganga, sông Dhauliganga, và sông Alaknanda (đầu nguồn sông Hằng) ở huyện Chamoli. Ít nhất 56 người được xác nhận đã thiệt mạng và hơn 150 người mất tích.

## Bối cảnh

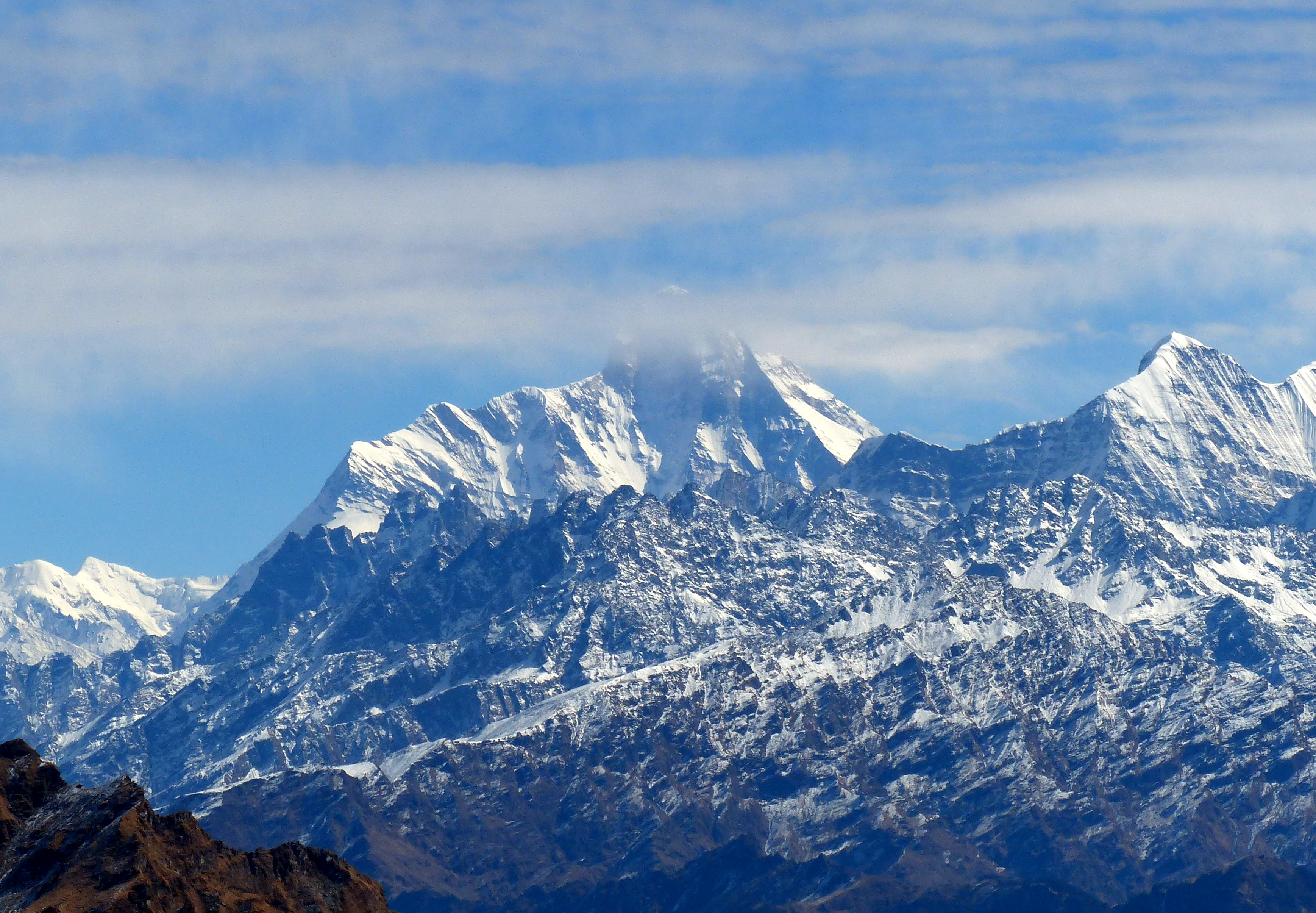
Đỉnh núi Nanda Devi (phía sau đám mây) và các sông băng xung quanh

Các nhà khoa học từng cảnh báo biến đổi khí hậu đang làm tan chảy các sông băng ở Himalaya với tốc độ đáng báo động, gấp hai lần so với thế kỷ 20. Các sông băng – là nguồn sống của nhiều người, gần như sẽ biến mất vào cuối thế kỷ 21. Giáo sư Anjal Prakash tại Trường Kinh doanh Ấn Độ ở Hyderabad, cho biết: "Đây có vẻ là biến đổi khí hậu". Các sông băng hiện đang tan chảy do tác động của sự ấm lên toàn cầu."

## Nguyên nhân

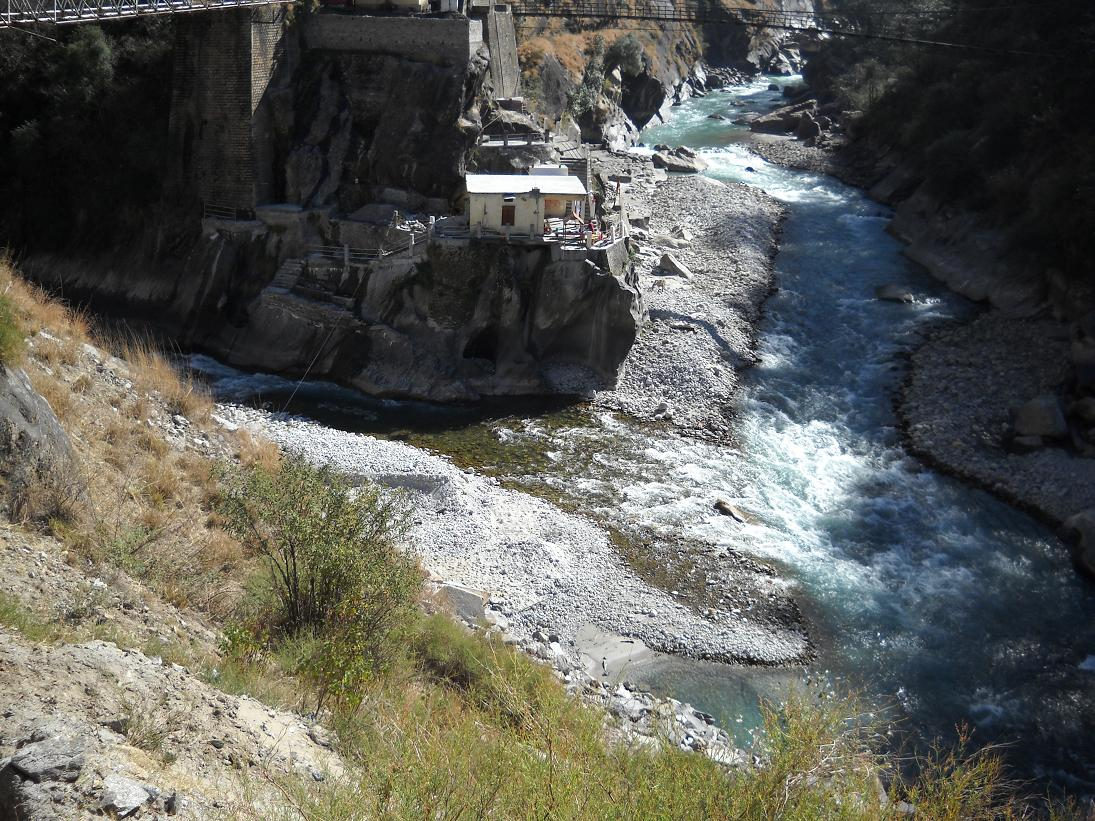
Nơi sông Dhauliganga hợp lưu với sông Alaknanda

Theo một số báo cáo, nguồn cơn gây ra lũ lụt là do một phần của sông băng Nanda Devi bị vỡ vào sáng ngày 7 tháng 2, giải phóng một lượng lớn nước nằm bên dưới lớp băng. Một số khác cho rằng sạt lở có thể là nguyên do của vụ vỡ băng khi nhìn vào hình ảnh vệ tinh.

## Thiệt hại
Dự án đập thủy điện Rishiganga trên sông Rishiganga, một phụ lưu của sông Dhauliganga, bị hư hỏng. 35 lao động đang làm việc trên công trường cũng bị mất tích. Huyện Chamoli của Uttarakhand được cho là nơi bị ảnh hưởng nặng nề nhất bởi dòng nước lũ từ sông Dhauliganga. Đập Dhauliganga nằm tại hợp lưu sông Rishiganga và Dhauliganga (30°33′45″B 79°34′33″Đ / 30,5625°B 79,57583°Đ) bị dòng lũ cuốn trôi. Thủ hiến bang Uttarakhand Trivendra Singh Rawat tuyên bố lũ quét cũng tác động đến một dự án thủy điện lớn hơn do NTPC sở hữu. Có khoảng 176 công nhân đang làm việc bị mắc kẹt tại hai đường hầm của dự án. Cảnh sát cho biết một cây cầu nối 13 ngôi làng ở khu Tapovan đã bị cuốn trôi trong trận tuyết lở. Một số chuyên gia cho rằng lượng tuyết rơi giảm trong mùa đông có thể là nguyên nhân dẫn đến thảm họa.
Những nơi chịu ảnh hưởng nặng nề của lũ lụt là Joshimath, huyện Chamoli, Reni, Chamoli, Vườn quốc gia Nanda Devi, thủy điện Tapovan Vishnugad, Saldhar.

## Cứu hộ

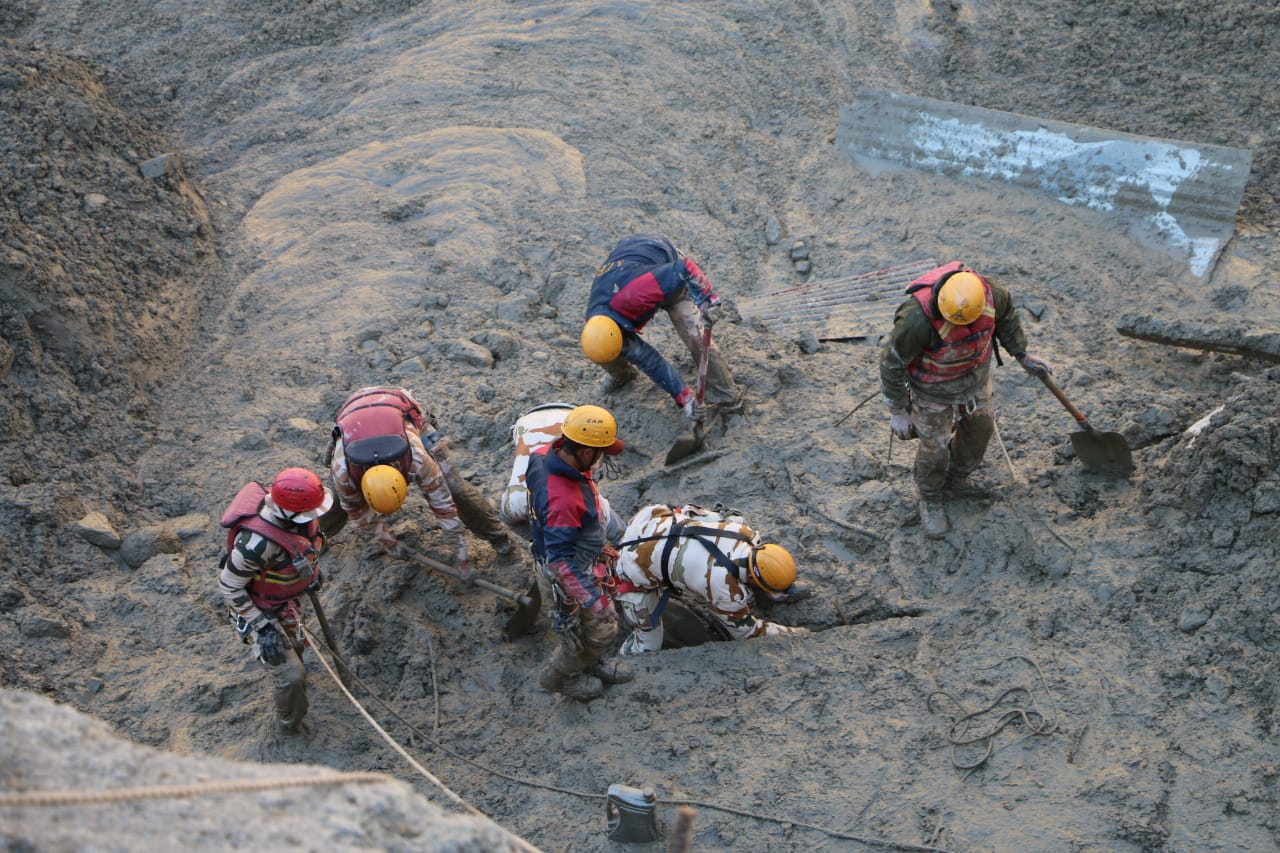
Hoạt động cứu hộ tại đường hầm 2 Thủy điện Tapovan Vishnugad ngày 8 tháng 2 năm 2021

Nhiều ngôi làng trước đó đã được sơ tán khi chính quyền xây dựng hai con đập ngăn nước lũ tràn vào hai thị trấn Haridwar và Rishikesh. Hai chiếc C-130J Super Hercules với 3 đại đội thuộc Lực lượng Ứng phó Thảm họa Quốc gia (NDRF) đã được triển khai trong nhiệm vụ cứu hộ. Theo chủ tịch NDRF, các nỗ lực giải cứu có thể mất đến 2 ngày. Đội cứu hộ đã giải cứu 16 công nhân bị mắc kẹt bên trong đường hầm. Khoảng 35 đến 40 công nhân khác được cho là bị mắc kẹt trong đường hầm thứ hai. Tại dự án thủy điện Tapovan Vishnugad đang được NTPC xây dựng cách 5 kilômét (3,1 mi) về phía hạ lưu, lực lượng cứu hộ đã cố gắng tìm đường vào đường hầm, giải cứu ít nhất 30 công nhân bị mắc kẹt.